# Lethe sidonis
Lethe sidonis är en fjärilsart som beskrevs av William Chapman Hewitson 1863. Lethe sidonis ingår i släktet Lethe och familjen praktfjärilar. Inga underarter finns listade i Catalogue of Life.

## Bildgalleri

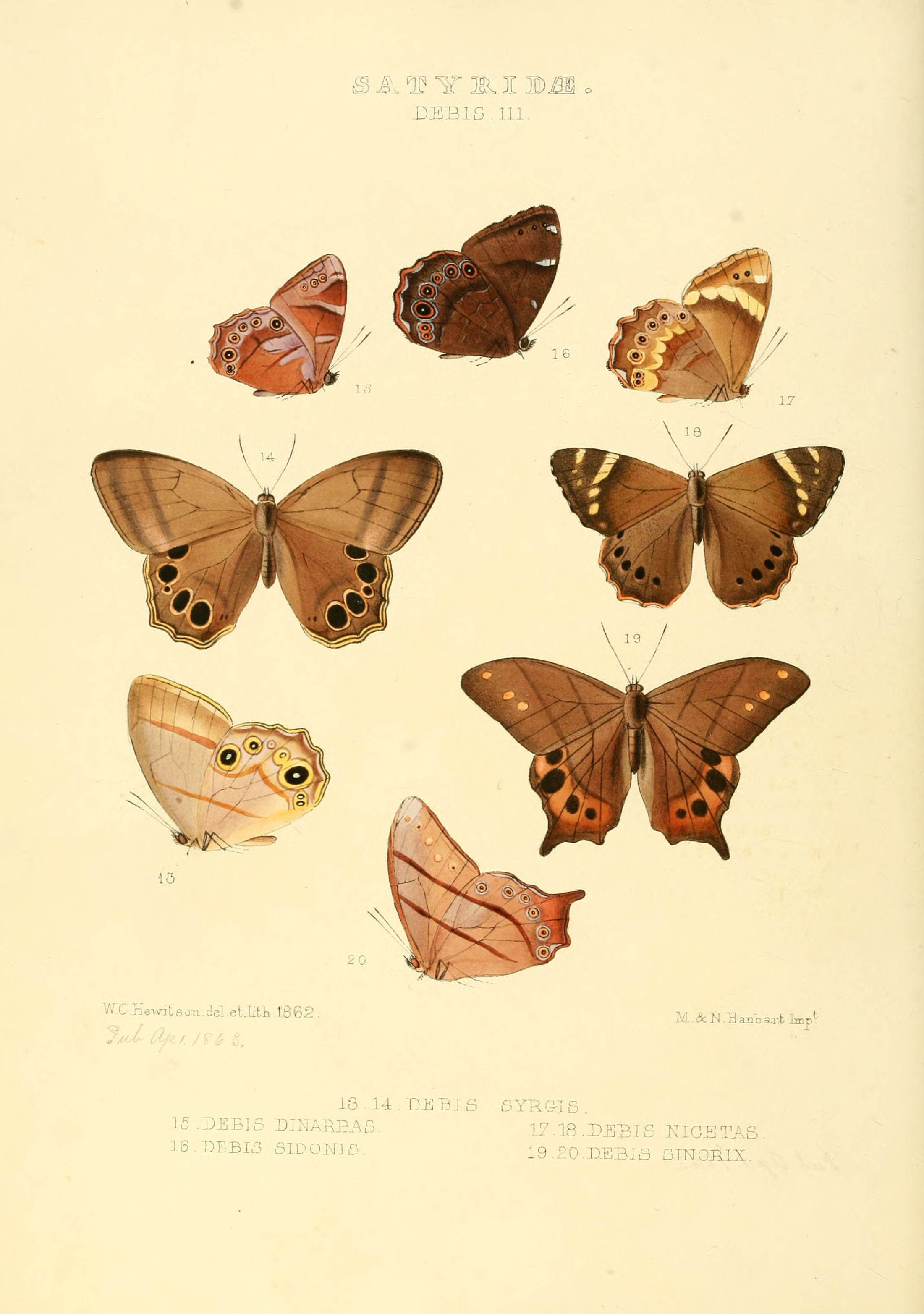
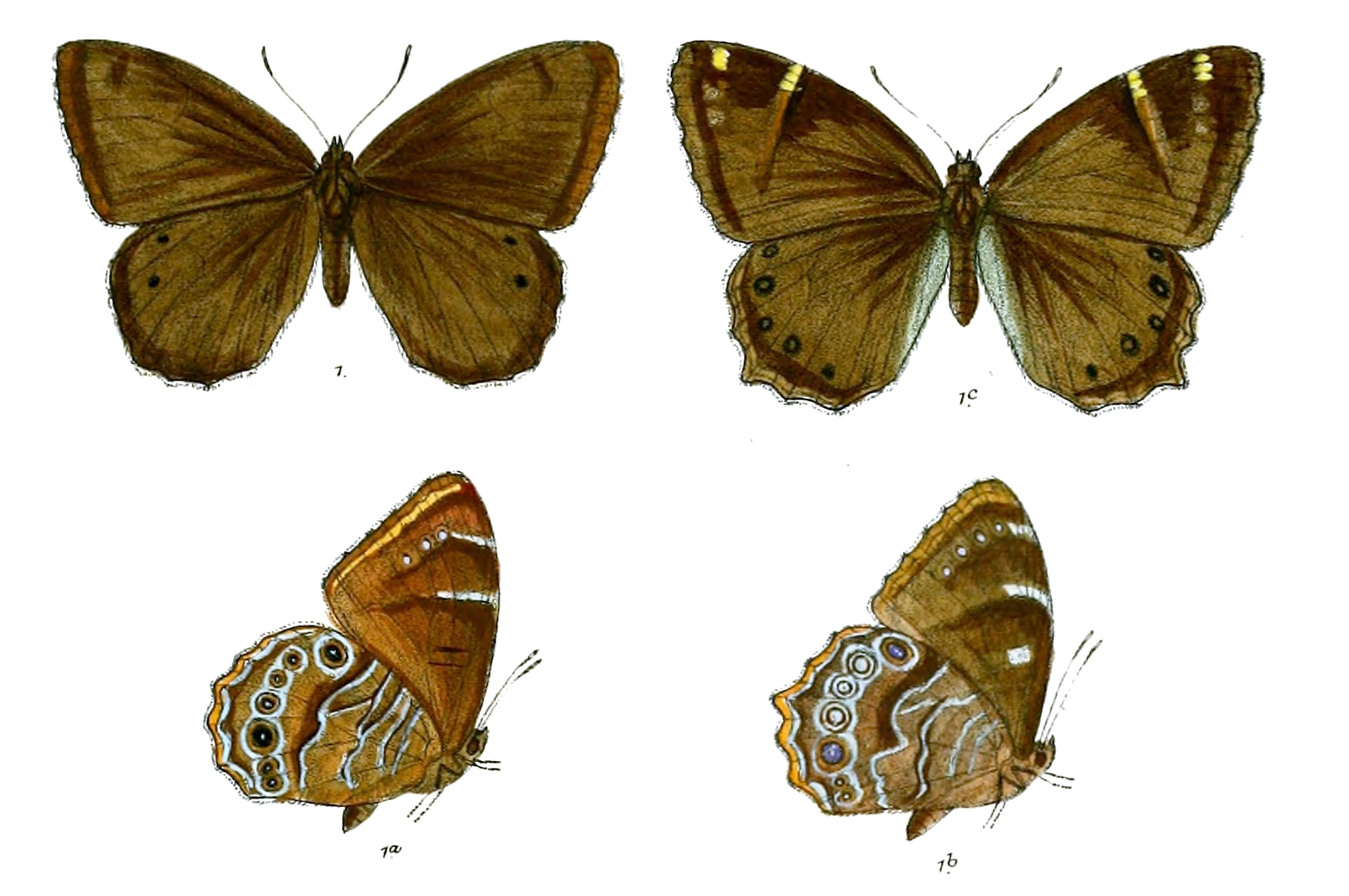